# Федосов, Владимир Сергеевич
Владимир Сергеевич Федосов (родился 3 сентября 1984 года в Бирске) — российский стрелок из лука, мастер спорта России международного класса по стрельбе из классического и блочного лука.

## Биография

### Спортивная карьера
Стрельбой из лука занимался с 1995 года. Окончил Военный институт физической культуры Санкт-Петербурга, служил в 2006—2012 годах в российской армии. Занимал должность начальника физической подготовки мотопехотного батальона, старшего тренера по стрельбе из лука СКА (Ленинградский военный округ) и помощника командира полка по физической подготовке. Усилиями Федосова на базе ВИФК было открыто отделение стрельбы из лука. Согласно автобиографии, неоднократно становился чемпионом и призёром чемпионата России, а также установил 12 рекордов России.
На зимнем чемпионате мира 2009 года в Жешуве Федосов занял 7-е место в личном первенстве. На летнем чемпионате мира, проходившем в том же году в Ульсане, он стал серебряным призёром в командном первенстве и занял 5-е место в личном первенстве. На том же турнире в паре с Альбиной Логиновой выиграл микст по стрельбе из блочного лука: в квалификации Федосов и Логинова заняли 2-е место, победив в четвертьфинале французов (152:150), в полуфинале итальянцев (154:151), а в финале датчан (160:156). Также на этапе Кубка мира в Шанхае в 2009 году Федосов занял 4-е место.

### Тренерская карьера
Тренерскую карьеру начал в 2005 году как тренер молодёжной сборной Санкт-Петербурга по лучному биатлону. Позже стал тренером петербургского «Динамо» для детей от 10 до 15 лет (основы стрельбы из лука).
Является методистом отделения стрельбы из лука в ВИФК, ведёт научно-исследовательскую деятельность в области подготовки спортсменов в стрельбе из лука. Соавтор спортивного научно-методического пособия «Ачери-биатлон». Член совета СПФСЛ,

### Личная жизнь
Родом из семьи рабочих. Женат, воспитывает сына и дочь, с 2012 года — генеральный директор ООО «АЦБ» (проектирование и монтаж систем пожарной безопасности).

## Достижения

### Национальные
- Чемпион России:
  - 2005 (зима)[1]
  - 2008 (зима, блочный лук)[1]
  - 2008 (лето, блочный лук — 70 м)[4]
- Серебряный призёр чемпионата России:
  - 2008 (лето, блочный лук — 18 м)[4]
  - 2009 (зима)[1]
  - 2010 (лето, блочный лук)[5][6][7]
  - 2011 (лето, блочный лук)[8]
- Серебряный призёр Кубка России: 2009 (зима)[1]
- Победитель Открытого Кубка Санкт-Петербурга: 2015 (лето)[9]
- Бронзовый призёр Всероссийского турнира памяти Л. Н. Устинова-Иванова: 2013[10]

### Международные
- Чемпион мира: 2009 (микст[3], неофициальный зачёт)
- Серебряный призёр чемпионата мира: 2009 (блочный лук, команда[англ.])[1]